# As We May Think
“As We May Think” (deutsch: „Wie wir denken könnten“) ist ein Essay des amerikanischen Ingenieurs Vannevar Bush, der 1945 in der Zeitschrift The Atlantic Monthly publiziert wurde. Bush entwirft darin das Konzept der universalen Wissensmaschine Memex (Abkürzung für Memory Extender), die als Vorläufer von Personal Computer und Hypertext gilt. Parallel mit As We May Think veröffentlichte Bush einen Bericht an den amerikanischen Präsidenten („Science – The Endless Frontier“), der die staatlich geförderte Vernetzung von Wissenschaft, Industrie und Militär empfiehlt.

## Entstehungs- und Wirkungsgeschichte
Bush skizzierte das Memex-Konzept erstmals im Jahr 1939. Ein 1941 entstandenes  Memorandum regarding Memex erweiterte er schließlich im Juli 1945 zum Essay  As We May Think, der in The Atlantic Monthly publiziert wurde, und der unter anderem Ted Nelson und Douglas Engelbart zur Entwicklung der Hypertext-Technologie und zu Innovationen im Forschungsfeld der Mensch-Computer-Interaktion inspirierte. Im September 1945 druckte das Life Magazine eine gekürzte Fassung. In den folgenden Jahrzehnten passte Bush sein Konzept schrittweise an die Fortschritte der Computer-Entwicklung an: 1959 arbeitete er ein Manuskript mit dem Titel Memex II aus, 1967 wird Memex Revisited in der Sammlung Science is Not Enough abgedruckt. Auch Bushs 1970 erschienene Autobiographie widmete der Memex noch einmal ein eigenes Kapitel. 
Viele Computer-Pioniere sahen rückblickend in Bushs Memex-Konzept den Ausgangspunkt der intuitiven Interaktion zwischen Mensch und (Rechen-)Maschine. Inspiriert von Bushs Memex entwarf etwa Doug Engelbart bereits Anfang der 1950er Jahre das Prinzip heutiger Personal Computer: „Als ich die Verbindung zwischen einer Bildröhre, einem Informationsprozessor und einem Medium zur Übermittlung von Symbolen an eine Person sah, fügte sich alles in einer halben Stunde zusammen. Ich skizzierte ein System, in dem Computer Symbole auf dem Bildschirm darstellten, in dem mit Hilfe von Knäufen und Bahnen und Messfühlern verschiedene Informationsfelder angesteuert werden konnten. Ich ersann verschiedene Arten von Möglichkeiten, die man vielleicht ausführen wollte, wenn man ein System zur Verfügung hätte, wie es Vannevar Bush vorschlug.“
Engelbart bezeichnet dieses Projekt später als “Augmentation of Man's Intellect” (deutsch: „Vergrößerung des menschlichen Intellekts“). Der Cyberspace-Forscher Howard Rheingold nennt dagegen alle Maschinen, die einen solchen Zweck erfüllen “Tools for thought” (deutsch: „Werkzeuge für Denkprozesse“). Bushs Memex stellt für Rheingold ein wichtiges Bindeglied zwischen älteren Ansätzen von rein auf der abstrakten Zahlenebene operierenden Rechenmaschinen und den heutigen graphischen Benutzeroberflächen dar. 
Neben Gerätekonstellationen hat Bushs Idee auch die Entwicklung der Software beeinflusst. Ted Nelson entwarf auf Grundlage von Bushs Vision und Engelbarts technischer Experimente in den 1960er Jahren mit dem Projekt Xanadu das erste Hypertext-Konzept. „Der Memex ist da“, verkündete er in seinem programmatischen Essay “As We Will Think” (deutsch: „Wie wir denken werden“): „Ein solches System existiert; sie erreichen finanzielle Machbarkeit; und die Welt ist bereiter als sie glaubt.“ Mit Xanadu soll ein künstliches Universum von vernetzten Dokumenten entstehen. Dieses Docuverse bildet ein „weltweites Netzwerk, gedacht um hunderte Millionen Nutzer gleichzeitig aus dem Fundus der weltweit gespeicherten Schriften, Graphiken und Daten zu bedienen“.
Die Stilisierung Bushs zum Gründervater von Personal Computer, Hypertext und World Wide Web ist nicht ohne Kritik geblieben. Rein technisch hat die Wissensmaschine, wie sie 1945 in The Atlantic Monthly der Öffentlichkeit präsentiert wird, wenig mit heutigen Computern zu tun, denn sie ist eine Mischung aus Mikrofilm-Speicherung und Analog-Rechenmaschine.  Alle Versuche, Bushs Idee mit nicht-digitaler Technik zu realisieren, sind ganz offensichtlich gescheitert. Der hohe Stellenwert, der As We May Think eingeräumt wird, hat insofern viel mit einer historiographischen Inszenierung zu tun, die einer Art "Rhetorik des Beginns"  verpflichtet ist, wie Stephan Porombka in Hypertext. Zur Kritik eines digitalen Mythos. (2001) schreibt (S. 27). Konzeptuell stellt die 1945 präsentierte Vision des Informationszeitalters jedoch durchaus eine Erfolgsgeschichte dar. Bereits der Abdruck des legendären Essays im US-amerikanischen Life Magazine wurde von einer Abbildung begleitet, die die tatsächlich grundlegenden Komponenten des heutigen Personal-Computers zeigt, insbesondere Bildschirme zur graphischen Darstellung von Bildern und Dokumenten sowie Bedienelemente zu deren Aufruf, Manipulation und Speicherung.

## Inhalt
Bush beginnt seinen Essay mit einer Kritik an bisherigen Formen des Wissensmanagements: „There is a growing mountain of research“, stellt er fest, doch seien die Methoden zur Bewältigung der Informationsflut nicht mehr zeitgemäß: „Professionally our methods of transmitting and reviewing the results of research are generations old and by now are totally inadequate for their purpose.“ 
Zugleich seien jedoch neue Techniken vorhanden, um Informationen schnell und zuverlässig zu verarbeiten, so etwa Photozellen, Mikrofilm, Kathodenstrahlröhren und Relais-Verbindungen: „there are plenty of mechanical aids with which to effect a transformation in scientific records“. 
Die Grunderfordernisse sieht Bush deswegen in der Flexibilität und Zugänglichkeit von gespeicherten Daten: „A record, if it is to be useful to science, must be continuously extended, it must be stored, and above all it must be consulted.“ 
Das Problem sei bisher die „artificiality of systems of indexing“: Daten würden alphabetisch oder numerisch angeordnet und müssten auch nach demselben Schema durchsucht werden. Der menschliche Verstand, so Bush, arbeite allerdings ganz anders: „It operates by association. With one item in its grasp, it snaps instantly to the next that is suggested by the association of thoughts“. Die Lösung besteht also darin, diese Assoziationsfähigkeit zumindest in Teilen zu „mechanisieren“.
Um seine Idee zu verdeutlichen, macht Bush ein Gedankenexperiment: er entwirft eine Maschine namens Memex, ein Gerät „in which an individual stores all his books, records, and communications, and which is mechanized so that it may be consulted with exceeding speed and flexibility.“ Dadurch wird die Maschine zu einem „enlarged intimate supplement“ des menschlichen Gedächtnisses. Besonders bedeutsam ist aus heutiger Sicht das universelle Prinzip der Verknüpfung von Informationen, das Vannevar Bush anhand des Memex-Beispiels formuliert. „Associative trails“  sollen verhindern, dass in der Flut des Wissens wichtige Informationen verloren gehen. „The process of tying two items together is the important thing“, bringt Bush das Prinzip von Memex auf den Punkt. 
Die Verknüpfung wird sowohl in normaler Schrift codiert als auch in maschinenlesbarer Form direkt auf den auf der Mikrofilmtechnik basierenden Memex-Dokumenten. Die technisch hergestellte Verknüpfung kann sich dabei auf alle möglichen Darstellungsformen von Wissen beziehen. Bush denkt etwa an Abbildungen, Texte, handschriftliche Aufzeichnungen, die sich in das System einfügen lassen: „On the top of the memex is a transparent platen.  On this are placed longhand notes, photographs, memoranda, all sort of things. When one is in place, the depression of a lever causes it to be photographed onto the next blank space in a section of the memex film, dry photography being employed.“ Erwähnt wird aber auch die Möglichkeit von Tonaufnahmen bzw. der simultanen Umwandlung von Sprache in Schrift. 
Mit Hilfe einer archaischen Desktop-Umgebung können die Daten dargestellt und miteinander verknüpft werden: „It consists of a desk [...]. On the top are slanting translucent screens, on which material can be projected for convenient reading.  There is a keyboard, and sets of buttons and levers.“ Eine dauerhaft gespeicherte Anordnung solcher Dokumente kann jederzeit wieder aufgerufen werden: „when numerous items have been thus joined together to form a trail, they can be reviewed in turn, rapidly or slowly, by deflecting a lever [...]. It is exactly as though the physical items had been gathered together from widely separated sources and bound together to form a new book.“ Es geht Bush mit Memex also darum, die neurologische Basis von Denkprozessen technisch zu verstärken, indem ihre Prinzipien externalisiert werden. Dabei ist er sich der Grenzen einer mechanischen Simulation biologischer Vorgänge durchaus bewusst:  
„One cannot hope thus to equal the speed and flexibility with which the mind follows an associative trail, but it should be possible to beat the mind decisively in regard to the permanence and clarity of the items resurrected from storage.“ 
Der menschliche Geist wird also nicht übertroffen, sondern nur bestmöglich unterstützt. Die geringere Flexibilität im Bereich der assoziativen Verknüpfung soll Memex durch die überlegene Speicher-Funktion wettmachen.

## Zitate im Original
1. ↑  ”When I saw the connection between a cathode-ray screen, an information processor, and a medium for representing symbols to a person, it all tumbled together in about a half an hour. I started sketching a system in which computers draw symbols on the screen for you, and you can steer it through different information domains with knobs and leers and transducers. I was designing all kinds of things you might want to do if you had a system like the one Vannevar Bush had suggested.”
2. ↑  “The Memex is here”
3. ↑  “Such system exist; they are approaching cost feasibility; and the world is readier than it thinks.”
4. ↑  “worldwide network, intended to serve hundreds of millions of users simultaneously from the corpus of the world's stored writings, graphics and data.”